# إدي كيلي (ملاكم)
إدي كيلي (بالإنجليزية: Eddie Kelly)‏ (7 مايو 1885 ببوفالو في الولايات المتحدة - ) هو ملاكم أمريكي، صنّف ضمن فئة وزن الريشة ‏.

## إحصائيات
خاض خلال مسيرته 60 نزالا، فاز في 25 وتعادل في 13 وخسر في 20. فاز بالضربة القاضية في 12 نزالا.

## روابط خارجية
- إدي كيلي على موقع بوكس ريك (الإنجليزية) (registration required)